# Herfølge Privatskole
Herfølge Privatskole er en selvejende institution i Herfølge, som er oprettet i 1988. Skolen er medlem af Dansk Friskoleforening og har ca. 140 elever fra børnehaveklassen til 9. klasse samt en SFO. Til indlemmelse af nye elever har skolen et førskoleforløb om foråret til kommende elever.
Skolen har en forældrevalgt privatperson som tilsynsførende.

## Underslæb
29. marts 2011 blev det lærere og forældre bekendt, at skolen havde et stort underslæb og akut manglede penge. Som respons blev der af de berørte parter stiftet en støtteforening, som på 48 timer indsamlede næsten en halv million kroner. Tabet blev opdaget, da skolen fik en ny revisor. Støtteforeningen var med til at få skolen ud af krisen.
Angiveligt skulle skolens daværende leder Helle Ø.N. gennem 16 år stå bag svindet og blev på 11. marts fyret og meldt til politiet, som dog har været tilbageholdende med oplysninger. Helle blev 25. september 2012 fremstillet i Retten i Roskilde tiltalt for underslæb for over 800.000 kroner, men hun nægtede sig skyldig. Hun blev 2. oktober 2012 igen sat for retten og denne gang idømt samfundstjeneste betinget og fængsel.

## Ekstern henvisning
- Herfølge Privatskoles hjemmeside (Webside ikke længere tilgængelig)

| Skole | Spire Denne artikel om en skole, en uddannelsesinstitution eller uddannelse er en spire som bør udbygges. Du er velkommen til at hjælpe Wikipedia ved at udvide den. |

|  | Denne artikel om en bygning eller et bygningsværk kan blive bedre, hvis der indsættes et (bedre) billede. Du kan hjælpe ved at afsøge Wikimedia Commons for et passende billede eller lægge et op på Wikimedia Commons med en af de tilladte licenser og indsætte det i artiklen. |

55°24′42.11″N 12°08′41.53″Ø / 55.4116972°N 12.1448694°Ø